# Détournement

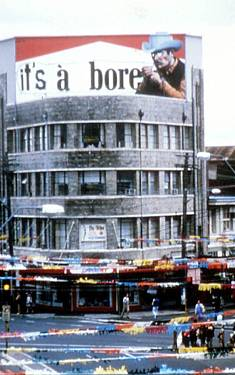
Рекламный плакат табачной компании Marlboro трансформированный анонимными художниками в ходе кампании против активной рекламы табакокурения. Сидней, 1979 год. Логотип превращён во фразу «Это скучно» (It's a bore)

Détournement (фр. [detuʁnəmɑ̃], детурнеман — отклонение, искажение, изменение направления, незаконное присвоение) или реверсирование — методика, созданная Леттристским Интернационалом в 1950-х, и в дальнейшем заимствованная Ситуационистским Интернационалом (СИ). В 1958 году эта методика была определена теоретиками СИ, как «интеграция произведений искусства современности и прошлого в высшее конструирование среды. В этом смысле не может существовать ситуационистская живопись или музыка, возможно лишь ситуационистское использование этих средств. В более простом смысле, détournement традиционных культурных сфер является методом пропаганды, выражающим устаревание этих сфер и утрату ими значимости.»
Détournement также определяется, как «реверсирование выражений капиталистической системы и её медиальной культуры против себя», в случаях использования лозунгов и логотипов против своих рекламодателей или политического статус-кво.
Методика в значительной мере была использована для создания подрывных политических розыгрышей, так называемых, ситуационистских розыгрышей, пользующихся особой популярностью в конце 1970-х среди панков, и вдохновивших движение глушения культуры (англ. culture jamming) в конце 1980-х.
Противоположным détournement следует считать рекуперацию — низведение радикальных и революционных идей до товара, их присвоение и абсорбция спектаклем с целью подорвать их революционный потенциал.

## Определение
Détournement схож с сатирической пародией, однако он подразумевает более прямолинейное переиначивание и намеренное подражание оригиналу, нежели конструирование совершенно нового предмета, лишь апеллирующего к прообразу. Можно провести параллель с рекуперацией, где изначально подрывные идеи и предметы апроприируются масс-медиа и опосредованно становятся товаром. Таким образом, выявляется бинарная оппозиция двух тактик, в которой détournement апроприирует образы, произведённые спектаклем, при этом не поддерживая статус-кво, а опосредованно подрывая товарный потенциал этих образов, тем самым придавая им революционную и оппозиционную значимость.
В целом методику можно охарактеризовать, как вариацию на знакомый символический объект. Однако необходимым условием является антагонизм нового использования по отношению к оригиналу. Переиначенный оригинал должен знакомым целевой аудитории для оценки противодействующего характера посыла. Художник переиначивания может использовать лишь некоторые характерные элементы оригинала.
Ги Дебор и Жиль Вольман выделяли два типа элементов détournement: незначительный détournement и обманчивый détournement. Первый тип определяет реверсирование элементов, которые сами по себе не представляют значимости, например, банальная фраза, любительский снимок или же газетная вырезка, рутинный объект, черпающий смыслы лишь через помещение в новый контекст. Тогда как обманчивый détournement обращается к таким изначально знаменательным элементам, как важный политический или философский текст, выдающееся произведение искусства и литературы, которые помещаясь в новый контекст приобретают новую трактовку и меняют свой смысл, например, эпизод фильма Эйзенштейна или лозунг Сен-Жюста.
По мнению ситуационистов, массовое распространение détournement приведёт не только к открытию новых граней таланта, но и к «лобовому столкновению со всеми правовыми и социальными условностями.» Дешевизна производства détournement возводит методику на службу классовой борьбы, как мощнейшее культурное оружие массового поражения, как «реальное средство пролетарского эстетического воспитания и первый шаг к литературному коммунизму».

## Примеры после Ситуационистского Интернационала
В Соединённых Штатах вокалист The Feederz Фрэнк Дискуссион с 1970-х известен использованием détournement в своём творчестве, стремясь подорвать общество через его критики посредством ситуационистских методик розыгрыша. Использование методики Барбарой Крюгер послужило популяризации détournement, выражаясь в его массовом использовании в акциях ACT UP в конце 1980-х и начале 1990-х годов. Примерами современного détournement являются рекламные диверсии (англ. subvertising) организации Adbusters и другие проявления глушения культуры. Новая интерпретация Гарри Поттера авторства Брэда Нили, «Wizard People» (с англ. «Люди-волшебники») реверсировало первый фильм франшизы, заменив оригинальный аудиотрек фильма авторским комментарием, нарекающим главного героя ницшеанским сверхчеловеком.
Концепция détournement оказала влияние на развитие современных радикальных движений, Adbusters, к примеру, реверсируют рекламные кампании бренда Nike, преображая оригинальную рекламу с целью привлечь внимание к использованию компанией дешёвого труда работников стран третьего мира. Однако грань между рекуперацией и détournement периодически стирается, что отмечает Наоми Кляйн в книге «No Logo», где отмечается, как крупные корпорации (Nike, Pepsi, Diesel) предложили приверженцам тактики глушения культуры и Adbusters выгодные сделки взамен на их участие в «ироничных» промо-кампаниях. Кляйн также отмечает ироничность методики Adbusters, выпустившей собственную продукцию с целью продвижения протестной кампании «Дня без покупок» (с англ. Buy Nothing Day), что скорее выражает ретроградную рекуперацию, нежели реверсию.
Славой Жижек повторяет аргументы Кляйн, подтверждая иронию подобных движений, претендующих на подрывание властных структур, на деле лишь укрепляя их. Жижек утверждает, что détournement в сущности обуславливает возможность действия идеологии: создавая видимость нападения на знаковые системы капитала, субъект воображает трансгрессивное поведение, что скрывает его непосредственное соучастие в капитализме как всеобъемлющей системе. Напротив, мыслители очень любят выделять различия между гиперграфикой, détournement, пост-модернистской идеей апроприации и неоистским использованием плагиата в качестве использования схожих и отличным тактик для схожих и отличных средств, причин и результатов.
Организация Новое словенское искусство также известна своей историей использования агрессивного реверсирования экстремальных политических идеологий, наряду с индустриальными музыкальными группами (Die Krupps, Nitzer Ebb, KMFDM и Front 242).
Применение методики также можно заметить в России в виде ироничных фотошоп-акций на Рунете (например, на d3.ru) или «Монстраций».